# Großsteingräber bei Puddemin
Die Großsteingräber bei Puddemin waren vermutlich drei megalithische Grabanlagen der jungsteinzeitlichen Trichterbecherkultur bei Puddemin, einem Ortsteil von Poseritz im Landkreis Vorpommern-Rügen (Mecklenburg-Vorpommern). Sie wurden im 19. Jahrhundert zerstört. Funde aus einem der Gräber befinden sich heute im Stralsund Museum.

## Forschungsgeschichte
Die Existenz der Gräber wurde in den 1820er Jahren durch Friedrich von Hagenow erfasst und ihre Lage auf der 1829 erschienenen Special Charte der Insel Rügen vermerkt. Die Gräber waren zu dieser Zeit bereits in Zerstörung begriffen und sind auf der Karte als ausgegangen gekennzeichnet. Von Hagenow konnte die Gräber nicht mehr genauer untersuchen, konnte aber die Funde aus einer der Grabkammern bewahren. Von Hagenows handschriftliche Notizen, die den Gesamtbestand der Großsteingräber auf Rügen und in Neuvorpommern erfassen sollten, wurden 1904 von Rudolf Baier veröffentlicht. Die Anlagen bei Puddemin wurden dabei nur listenartig aufgenommen. Ewald Schuldt nennt für Puddemin (wohl irrtümlich) vier Gräber, bezieht sich hierbei aber ausschließlich auf von Hagenow, der sowohl auf seiner Karte als auch in seiner Liste nur drei Gräber aufführt.

## Lage
Die Gräber befanden sich nordöstlich von Puddemin und lagen recht nahe beieinander. Südlich und östlich lagen zwei Grabhügel.

## Beschreibung

### Architektur
Nach von Hagenows Liste handelte es sich bei den drei Anlagen um Großdolmen mit ovalen steinernen Umfassungen. Zur Ausrichtung und den Maßen der Anlagen liegen keine Angaben vor.

### Bestattungen
Aus einem der Gräber konnte von Hagenow noch menschliche Skelettreste bergen. Hierzu gehörten vier Schädel und mehrere Arm- und Beinknochen. Ein Schädel war mit sechs flachen Steinen umstellt.

### Beigaben
Als aufgefundene Beigaben nennt von Hagenow mehrere Keramikscherben, zehn „Streitäxte“ aus Feuerstein, zwei „Streithammer“ mit Schaftlöchern und mehrere Feuersteinmesser. Die Funde verblieben zunächst in von Hagenows Privatbesitz und kamen später ins heutige Stralsund Museum. Ingeburg Nilius nennt aufgrund der Museumsakten ein Inventar, das leicht von von Hagenows Angaben abweicht: zwei trapezförmige Hohlbeile, ein trapezförmiges Querbeil, ein trapezförmiges dünnblattiges Beil, ein Fragment einer Axt, ein Nackenfragment einer weiteren Axt, eine verschollene Bernstein-Doppelaxt und ein ebenfalls verschollenes Fragment eines Bronze- oder Kupferrings.